# سیارک ۲۱۴۶۹
سیارک ۲۱۴۶۹ (به انگلیسی: 21469 Robschum، نامگذاری:1998HO97) بیست و یک هزار و چهارصد و شصت و نهمین سیارک کشف شده‌است که در ۲۱ آوریل ۱۹۹۸ کشف شد.
قدر مطلق سیارک برابر ۸.۵ است.